# Clayton Valli
Clayton Valli (* 25. Mai 1951; † 7. März 2003) war ein US-amerikanischer Linguist für Gehörlose und Dichter in American Sign Language (ASL). Sein Werk trug dazu bei, ASL weiter zu legitimieren und den Menschen den Reichtum der Literatur in ASL näherzubringen.

## Leben
Valli wurde in Newburyport geboren und besuchte die Austine School for the Deaf in Vermont.
Er erwarb einen A.A.S. in Fotografie am National Technical Institute for the Deaf am Rochester Institute of Technology und einen BA in Sozialpsychologie an der University of Nevada, Reno.
1985 erhielt Valli seinen MA in Linguistik von der Gallaudet University.
1993 erhielt er seinen Ph.D. in Linguistik und ASL-Poetik am Union Institute & University in Cincinnati und war damit der erste, der einen Doktortitel in ASL-Poesie erhielt. Er war auch der erste, der die Merkmale der ASL-Poesie als eigenständige literarische Gattung erkannte.
Valli war offen gay.

## Karriere
Als Dichter schuf Valli Originalwerke in ASL, die er vor einem begeisterten Publikum in den gesamten USA aufführte. In seinen Gedichten wird auf raffinierte Weise mit Handform, Bewegung, Raumnutzung, Wiederholung und Gesichtsausdruck gearbeitet. Beeinflusst von kanonischen amerikanischen Dichtern wie Robert Frost und gehörlosen Dichtern wie Bernard Bragg, wählte Valli oft Naturbilder, um subtile Einblicke in die Erfahrung von Gehörlosen zu vermitteln. Sein kurzes „Hands“ – in dem durchgehend nur 5 Handformen verwendet werden – feiert die Macht der Gebärdensprache, alles im Universum zu beschreiben. „Dandelion“ verwendet einfache Naturbilder, um die Beständigkeit von ASL auszudrücken, trotz der größten Bemühungen der Oralisten, es auszumerzen.
Er gab in den gesamten USA Workshops und Vorträge, die das Bewusstsein und die Wertschätzung für die Bewegung, das Metrum und den Rhythmus in der ASL-Lyrik schärften. Seine poetischen Werke, die aufgrund ihrer Ästhetik und ihres Beitrags zur Literaturwissenschaft internationale Anerkennung fanden, sind auf Video erhältlich und werden von ihm und anderen ASL-Künstlern vorgetragen.
Valli lehrte an der Sprachwissenschaftsabteilung der Gallaudet University. Er erforschte die Soziolinguistik der ASL und war Mitautor einflussreicher Bücher wie Introduction to the Linguistics of American Sign Language und The Gallaudet Dictionary of American Sign Language, as well as sowie zahlreicher Artikel.
Auch in Kanada machte er sich einen Namen, als er an der Ernest C. Drury School for the Deaf in Milton arbeitete. Er gab Lehrerfortbildungsworkshops in ASL-Poesie für das Ontario ASL Curriculum Team. Er war Pionier der weltweiten Bewegung zur Entwicklung eines ASL-als-Muttersprache-Lehrplans für gehörlose Kinder.
Valli starb an den Folgen von AIDS. An der Gallaudet University sind zwei Stipendienfonds nach ihm benannt.